# Mariusz Szczygieł
Mariusz Adam Szczygieł (Złotoryja, 5 settembre 1966) è uno scrittore e giornalista polacco.

## Biografia
A 16 anni comincia a collaborare con la rivista scout In giro per il paese, dove nel 1985 pubblica un reportage dal titolo Non fate scalpore, su una prostituta omosessuale, riconosciuto dagli specialisti dei movimenti per l'emancipazione in Polonia, come il primo reportage sulla vita di omosessuali pubblicato sulla stampa ufficiale della Repubblica Popolare di Polonia. Nel 1985 si diploma presso il Liceo per l'Economia Stefan Zeromski di Legnica. Nel 1986 comincia un ciclo di editoriali sulla vita di giovani gay e lesbiche in Polonia dal titolo Assoluzione.
Il reportage Onanismo polacco, pubblicato nel numero di Natale 1993 da Gazeta Wyborcza, tra un saggio di Czesław Miłosz e un'intervista con Václav Havel, suscita un'ampia ondata di critica e provoca inoltre una lunga discussione sulle pagine di Gazeta, per di più, molti lettori restituiscono il giornale in redazione (Szczygiel descrive tutto questo nel suo libro La domenica che venne di mercoledì nel capitolo Lettere ad un onanista). Nel 2000 termina gli studi presso la Facoltà di Giornalismo e Scienze Politiche dell'Università di Varsavia.
Szczygiel diventa così uno dei più noti e apprezzati giornalisti polacchi. Unitamente a Wojciech Tochman e Jacek Hugo-Bader viene citato nelle antologie straniere dedicate all'arte contemporanea polacca del reportage. È considerato allievo di Hanna Krall (ne parla la stessa Krall nel libro di Jacek Antczak La reporter).
Dal 2001, al termine della collaborazione con la televisione Polsat, scrive principalmente di storia e cultura della Repubblica Ceca. Il suo libro Gottland, uscito in Francia come una raccolta di saggi, in Germania come una raccolta di racconti, e in Polonia come una raccolta di reportage letterari, è diventato nella Repubblica Ceca un bestseller (2007). Tra i suoi protagonisti la famiglia Bata, la nipote di Franz Kafka, le cantanti Helena Vondráčková e Marta Kubišová, la megastar musicale Karel Gott, gli scrittori Jan Prochaczka e Eduard Kirchberger vel. Karel Fabian, lo scultore Otakar Szvec, la chirurga plastica Jaroslava Moserova, il suicida diciottenne Zdenek Adamec. Il Wiener Zeitung ha definito Gottland "grande letteratura sotto le spoglie del reportage", il critico di Le Figaro ha scritto "Questo non è un libro, è un gioiello".
L'Université Lille Nord de France gli ha conferito il premio Prix Amphi nell'aprile del 2009. Professori e studenti lo riconoscono, a loro parere, come il migliore libro tradotto in francese (la prima edizione fu vinta da Vergogna di John Maxwell Coetzee).
Tutti i suoi libri sono pubblicati in Italia dalla casa editrice Nottetempo.

## Curriculum
- 1986-1990 Reporter del settimanale “”In giro per il paese”;
- 1990-1996 Reporter di “Gazeta wyborcza”;
- 1995-2001 Coautore (con Witold Orzechowski) e conduttore del talk-show Su qualunque tema TV Polsat;
- 1997-1998 Docente presso l'Istituto Europeo di Giornalismo (Scuola Superiore di Giornalismo a Lilla/ Università di Varsavia);
- 2000-2003 e 2006-2008 Docente di reportage presso l'Istituto di Giornalismo dell'Università di Varsavia;
- dal 2002 Giornalista e reporter di Gazeta Wyborcza;
- da agosto 2004 a febbraio 2012 vice capo del supplemento Duzy Format e vice direttore della sezione reportage di Gazeta Wyborcza;
- dal 2010 Fondatore e membro del consiglio della Fondazione Istituto di Reportage inoltre nel suo ambito della Scuola Polacca di Reportage e della libreria con letteratura dell'accadimento Ebollizione del mondo.

## Premi
- Polish Journalists' Association Award, 1993
- Kryształowe Zwierciadło Award, 1996
- TV Polsat award (miglior talk show), 1997
- Award of the Polish Primate, 2000
- Melchior Award, 2004
- Beata Pawlak's Award, 2007
- Prix Amphi a Lilla, 2009
- Europe Book Prize – Le prix du livre europeen, 2009
- Nagroda Literacka Nike, 2019[1]

## Opere
- Niedziela, która zdarzyła się w środę (La domenica che venne di mercoledì), Varsavia 1996;
- Na każdy temat – talk show do czytania, con Witold Orzechowski, (Su ogni argomento), Varsavia 1997;
- Gottland, Wołowiec 2006 (trad. it. a cura di Marzena Borejczuk: Gottland, Nottetempo, Roma, 2010).
- 20 lat nowej Polski w reportażach według Mariusza Szczygła (20 Years of New Poland in Reportage Writing), Wołowiec 2009;
- Kaprysik. Damskie historie, Varsavia 2010 (trad. it. a cura di Marzena Borejczuk: Reality, Nottetempo, Roma, 2012);
- Zrób sobie raj, Wołowiec 2010 (trad. it. a cura di Marzena Borejczuk: Fatti il tuo paradiso, Nottetempo, 2012).

Scritti antologizzati
- Kraj Raj (The Land Paradise), Varsavia 1993;
- Wysokie Obcasy. Twarze (High Heels. Faces), Varsavia 2003;
- Ouvertyr till livet, Stoccolma 2003;
- La vie est un reportage. Anthologie du reportage litteraire polonais, Montricher 2005;
- Von Minsk nach Manhattan. Polnische reportagen, Vienna 2006.